# RFA Grey Ranger
«Грей Рейнджер» (англ. RFA «Grey Ranger») — британский нефтяной танкер, построенный компанией Caledon Shipbuilding & Engineering Company на верфи Данди в Шотландии.
Заложен — 28 июня 1940 года. 27 мая 1941 года был спущен на воду. Водоизмещение: 6700 длинных тонн (6808 т) полное. Длина: 365 футов 4 дюйма (111,35 м). Ширина: 47 футов (14 м). Оборудован 1 × 4-цилиндровым дизельным двигателем Doxford 2800 л. с. (2100 кВт). 1 вал. Скорость:	13 узлов (15 миль в час; 24 км/ч). Был оснащён первой успешной самозатягивающейся лебёдкой[чем?].
Активно привлекался к военным действиям во времена Второй мировой войны. В июне-июле 1942 года танкер должен был обеспечивать топливом эскортные корабли конвоя PQ-17, но из-за неисправности был заменён на RFA Aldersdale из соединения «Q».
Был торпедирован и потоплен в Гренландском море немецкой подводной лодкой U-435 22 сентября 1942 года во время проводки в составе конвоя PQ-14.
С 7:18 до 7:19 22 сентября 1942 года немецкая подлодка U-435 совершила залп пятью торпедами по кораблям конвоя PQ-14, который проходил западнее Ян-Майена, и поразила три цели: «Bellingham», «Ocean Voicе» и RFA «Грей Рейнджер».
При этом на «Grey Ranger» погибли 6 членов экипажа, тридцать три выживших моряка были спасены спасательным кораблём «Рэтлин».